# Blair Redford
David Blair Redford, né le 27 juillet 1983 à Atlanta (Géorgie), est un acteur américain.

## Biographie
Blair Redford est né le 27 juillet 1983 à Atlanta, dans l'État de la Géorgie. Il grandit dans une banlieue de Canton et fréquente le lycée Sequoyah High School.
Il est d'origine irlandaise, française, allemande et amérindienne. Il travaille plusieurs étés au Festival de la Renaissance en Géorgie faisant des cascades et ayant créé le personnage d'un pirate nommé « Rusty Compass ».
Il est un fervent amateur et joueur de tennis.
Il a refusé des bourses d'études pour la fin du secondaire afin de se consacrer au théâtre.

## Carrière
Blair Redford a débuté avec une victoire à Warner Bros. Une demande ouverte qui lui a accordé un siège en tant que membre de Warner Bros Road Crew. Après environ un an et demi sur les routes avec the Warner Bros Road Crew, il est approché par un découvreur de talents, à Atlanta. 
Pour lancer sa carrière d'acteur, il déménage à Los Angeles et décroche peu de temps après, le rôle de Scott "Scotty" Grainger Junior dans le feuilleton Les Feux de l'amour en juillet 2005 et qu'il quittera en février 2006.
De 2007 à 2008, il remplace Adrian Bellani dans le rôle du personnage mexicain Miguel Lopez-Fitzgerald dans le feuilleton Passions, jusqu'à ce que ce feuilleton soit déplacé de NBC à exclusivement Direct TV, pour sa neuvième et dernière saison. En 2008, il tient le rôle principal du film de zombie Dance of the Dead, où il incarne Nash Rambler.
En 2010, il est incarne Oscar dans la troisième saison de 90210, un ami d'enfance d'Ivy (Gillian Zinser) qui intègre le lycée Beverly Hills à la rentrée.
Il est apparu dans plusieurs épisode de séries d'ABC Family : dans Switched (2011–2013) en tant que Ty, personnage récurrent au début de la saison 1, dans The Lying Game (2011–2013) où il interprète Ethan Whitehorse, un personnage régulier.
En 2014 à 2015, il détient un des rôles principaux de la série Satisfaction.

## Vie privée
Il a eu une relation avec le mannequin Jessica Serfaty.

## Filmographie

### Cinéma

#### Longs métrages
- 2006 : The Other Side : Garçon #3
- 2008 : Dance of the Dead : Nash Rambler
- 2008 : Le jour où la Terre s'arrêtera : Pilote de l'armée #1
- 2010 : Ugly, Strong and Dignified : le Canard
- 2010 : Burlesque : James, bande des pare-chocs
- 2011 : Goy : Paul Rosenberg

#### Courts métrages
- 2005 : Slip : Peter

### Télévision

#### Séries télévisées
- 2004 : Blue Collar TV : Tim (1 épisode, Variations)
- 2005–2006 : Les Feux de l'amour : Scott Scotty Grainger Jr (40 épisodes)
- 2007 : October Road : Ross st Marie
- 2007 : Cane : Marcus (2 épisodes)
- 2007–2008 : Passions : Miguel Lopez-Fitzgrald (45 épisodes)
- 2008 : Lincoln Heigh : Miguel (1 épisode, Prom Night)
- 2009 : Flashforward : Joel (1 épisode, No more good days)
- 2009 : Les Experts : Miami: Troy Billings (1 épisode, Bold Action)
- 2010 : Huge : Asturo/Ryan Boone (1 épisode, Movi Night)
- 2010 : 90210 : Oscar (10 épisodes)
- 2011–2013 : Switched (Switched at Birth) : Ty (16 épisodes)
- 2011–2013 : The Lying Game : Ethan Whitehorse (30 épisodes)
- 2013 : Beauty and the Beast : Zach
- 2014–2015 : Satisfaction : Simon
- 2017–2019 : Gifted : John Proudstar / Thunderbird (29 épisodes)
- À venir : Unsinkable : Deck Hand Preston (9 épisodes)
- À venir : Three Women :  Will

#### Téléfilms
- 2006 : Voodoo Moon : Jeune homme (Evil young Man)
- 2010 : Betwixt : Moth

### Jeux vidéo
- 2013 : Beyond Two Souls : Jay (voix)